# Tipula (Lunatipula) franzressli
Tipula (Lunatipula) franzressli is een tweevleugelige uit de familie langpootmuggen (Tipulidae). De soort komt voor in het Palearctisch gebied.